# Isla Sentinel del Norte
La isla Sentinel del Norte (en hindi: उत्तर सेंटीनेल द्वीप; en inglés North Sentinel Island) es una pequeña isla de unos 59,67 km² de superficie y unos 8 km de ancho, perteneciente de las islas Andamán, en el océano Índico, administrada oficialmente por el gobierno de India. Se encuentra a 59,6 km de su vecina, la isla Sentinel del Sur.
En teoría, la isla pertenece al distrito administrativo de Andamán del Sur, parte del territorio de la unión india de las islas Andamán y Nicobar, pero en la práctica, las autoridades indias reconocen el deseo de los isleños de vivir sin contacto alguno con el mundo exterior y restringen su papel de las competencias soberanas de aduanas y relaciones internacionales, sin responsabilizarse de posibles muertes en caso de incursiones por parte de forasteros. Las leyes indias no se aplican a los sentineleses, que gestionan de forma interna sus propios asuntos. Por lo tanto, la isla puede considerarse una entidad soberana de facto bajo protección india, si bien los propios sentineleses ignoran la existencia de dicho país y su pertenencia al mismo. Dado que los sentineleses no ejercen en la práctica actividad aduanera ninguna ni mantienen relaciones con nadie fuera de la isla, esas competencias que asume India son más teóricas que reales.

## Características
Situada al este del golfo de Bengala, está a 37 km del Gran Andamán. La exploración actual de la isla no ha sido posible en el sitio, debido a la hostil actitud y a la poca apertura de la población local hacia toda clase de visitantes y extranjeros. Se desconoce la población exacta. Se han avistado más de cuarenta sentineleses, pero algunas fuentes calculan que hay alrededor de doscientos habitantes.

## Medio ambiente
A diferencia de otros asentamientos insulares similares, la relación de los sentineleses con el medio ambiente es un hecho destacable, ya que la biota permanece inalterada a través del tiempo. El bajo crecimiento demográfico debido a las altas tasas de mortalidad, el aislamiento agresivo, el hecho de no ser agricultores y quizás otros factores no conocidos por ahora han contribuido a que el biotopo de la isla Sentinel del Norte no se haya alterado, siendo un ejemplo de biocenosis sostenible.

## Geografía

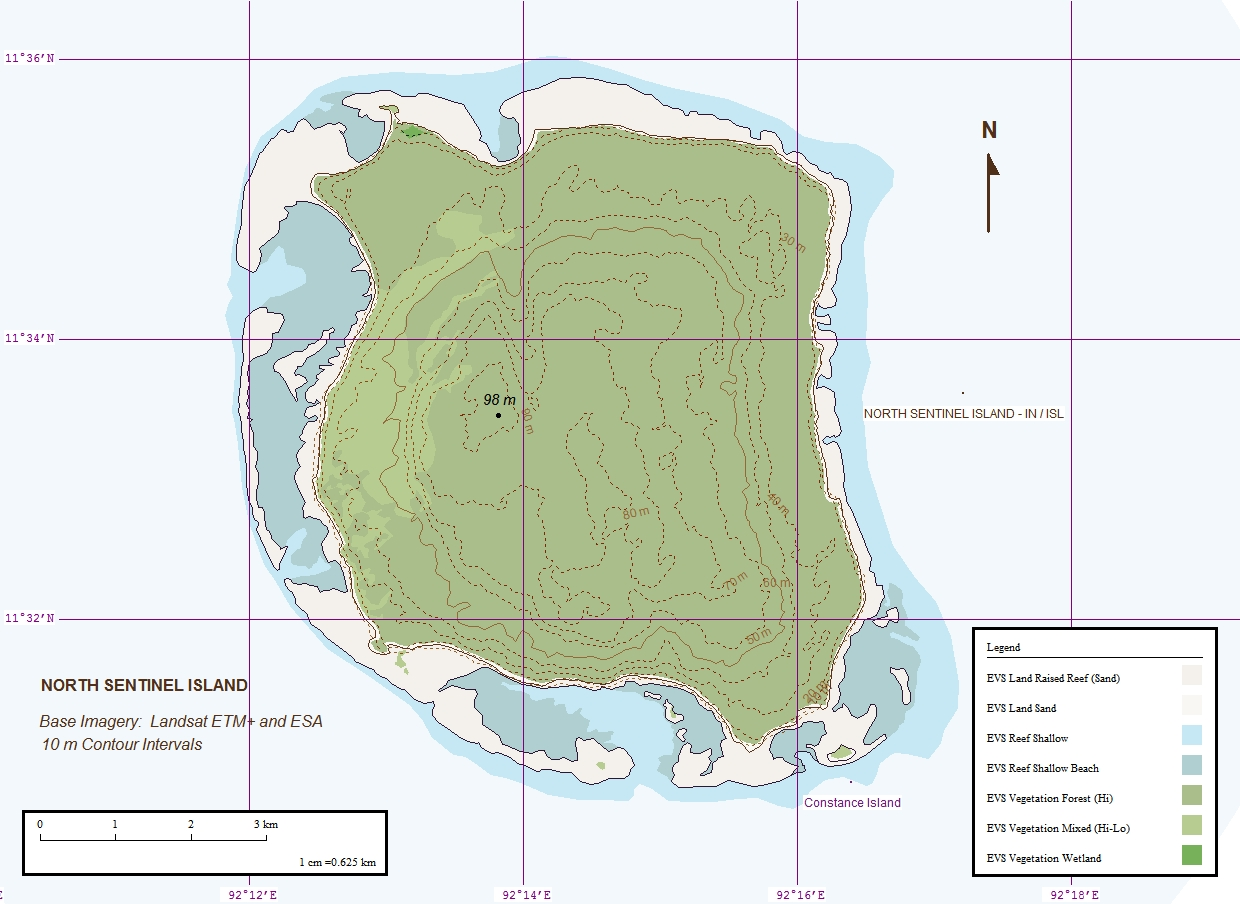
Mapa de la isla.

Antes del terremoto de 2004, la isla tenía alrededor de 59,67 km² y un aspecto más o menos cuadrado. Alrededor de la isla, detrás de una playa estrecha, el terreno se elevaba abruptamente hasta 20 m, y luego más lentamente hasta los 98 m, cerca del centro. Los arrecifes se extendían por la isla entre 800 y 1300 m de la orilla. Un islote boscoso, llamado isla Constance, se encontraba a unos 600 m de la costa sureste, en el borde del arrecife.
El terremoto de 2004 inclinó la placa tectónica sobre la que se asienta la isla, levantándola entre uno y dos metros. Grandes extensiones de los arrecifes de coral que rodean fueron expuestos y se convirtieron en tierra permanentemente seca o lagunas poco profundas, ampliando los límites de la isla por todas partes alrededor de 1 km en el oeste y el sur y uniendo Constance con la isla principal. La isla está completamente cubierta por una densa jungla y sin ningún puerto natural. La barrera natural de arrecifes de coral que la rodea hace muy difícil la navegación. El punto más alto de la isla se localiza en el centro-oeste de la misma y mide apenas 98 m de altura.

## Demografía y política
La isla Sentinel del Norte está habitada por los sentineleses, cuyo número actual se estima entre cincuenta y cuatrocientas personas. Se presume que habrían colonizado la isla provenientes de África entre sesenta y setenta y cinco mil años atrás, y algunos científicos advierten que el prolongado aislamiento los haría sumamente vulnerables al contacto con virus introducidos por visitantes extranjeros, pues la tribu no ha desarrollado inmunidad.
Se cree que el terremoto y maremoto del océano Índico de 2004 afectó seriamente a la isla Sentinel del Norte, pudiendo haber muerto muchos de sus habitantes, pero un vuelo en helicóptero unos días después confirmó que al menos varios sentineleses habían sobrevivido. El helicóptero fue objeto de una lluvia de flechas disuasorias a su paso por la isla.
El Reglamento de Andaman y Nicobar (Protección de las tribus aborígenes), del año 1956, proporciona protección a los sentineleses y a otras tribus nativas de la región. Sin embargo, teniendo en cuenta que jamás ha habido un tratado con el pueblo de la isla, ni registro alguno de ocupación física por la cual los habitantes de la isla hayan reconocido la soberanía de la India, esta tierra puede ser considerada como una entidad soberana bajo la protección del gobierno de la India. Es, por tanto, una de las regiones autónomas de facto de este país.

## Antropología
La isla está habitada por comunidades originarias de cazadores-recolectores de tez oscura, de la etnia sentinel, que seguramente provienen de África y serían descendientes de los jarawa o los aeta. Son de naturaleza belicosa y agresiva, y viven en completo aislamiento de la civilización moderna. Hasta donde se sabe, no dominan el fuego y según los registros históricos han acabado con la vida de visitantes o intrusos tan pronto llegan a la isla, lo que les ha granjeado su reputación. Ya en el siglo XIII Marco Polo los describió como gente cruel y violenta. En 2004 repelieron con flechas a un helicóptero indio que investigaba los efectos del tsunami de Indonesia; en 2006 asesinaron a dos pescadores furtivos indios que intentaron acampar y saquear cerca de la isla y en 2018 mataron con flechas al misionero cristiano estadounidense John Allen Chau. El gobierno local de las islas Andamán y Nicobar declaró en 2005 que no tenía ninguna intención de interferir en el estilo de vida o el hábitat de los sentineleses y que no tenían interés en mantener ningún contacto adicional con ellos ni en gobernar la isla, mientras el gobierno de la India prohíbe estrictamente que los turistas visiten la isla, por el peligro de muerte que entraña la conducta indígena de esta comunidad.